# Pedro Henríquez Ureña

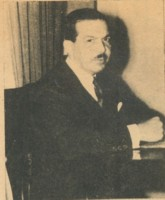
Pedro Henríquez Ureña

Pedro Henríquez Ureña (29. června 1884 – 11. května 1946) byl esejista, filosof, humanista, filolog a literární kritik. Je považován za jednu z hlavních postav dominikánské literatury a předního literáta Latinské Ameriky.

## Hlavní díla[3]
- Horas de estudio (1910)
- Nacimiento de Dionisios (1916)
- En la orilla: mi España (1922)
- La utopía de América (1925)
- Apuntaciones sobre la novela en América (1927)
- Seis ensayos en busca de nuestra expresión (1928)
- La cultura y las letras coloniales en Santo Domingo (1936)
- Sobre el problema del andalucismo dialectal de América (1937)
- El español en Santo Domingo (1940)
- Plenitud de España (1940)
- Corrientes Literarias en la América Hispana (1941/1949)
- Historia de la cultura en la América Hispana (1947)